# Children of Mars
Children of Mars ist ein animierter Dokumentar-Kurzfilm von Frank Donovan aus dem Jahr 1943.

## Handlung
Als ihre Mütter während des Zweiten Weltkriegs arbeiten gehen müssen, kommen drei Kinder auf die schiefe Bahn und werden aufgrund von Vernachlässigung straffällig. In einigen Städten wird diesem Problem bereits aktiv begegnet. Der Film zeigt Tagesbetreuungsstätten, in denen Kinder sich während der Arbeitszeit ihrer Mütter aufhalten können, sowie die Arbeit von sogenannten Freizeitagenturen („Recreation Agencies“).

## Produktion
Children of Mars war einer von zahlreichen Filmen der Zeit, die sich mit dem (neuen) Problem der Jugendkriminalität auseinandersetzten (weitere bspw. Where Are Your Children?, 1943; Youth in Crisis, 1943; Youth Runs Wild, 1944). Der Film erschien als Teil der Reihe This is America. Er erhielt am 22. Oktober 1943 einen Copyright-Eintrag.

## Auszeichnungen
Children of Mars wurde 1944 für einen Oscar in der Kategorie Bester Dokumentar-Kurzfilm nominiert, konnte sich jedoch nicht gegen December 7th durchsetzen.